# Gaston Reinig
Le Général-Chef d'État-Major Gaston Reinig, né le 17 novembre 1956 à Diekirch, est une personnalité militaire luxembourgeoise.

## Biographie
Le 17 août 1976, il s'engagea à l'armée et entama ses études d'officier de carrière à l'École royale militaire à Bruxelles pour les terminer en décembre 1980.
Affecté au Centre d'instruction militaire de 1981 à 1998, il parcourut les fonctions de chef de peloton d'infanterie, chef de peloton de l'instruction de base, commandant de compagnie d'infanterie, commandant de compagnie éclairage et appuis, officier du personnel, officier logistique et commandant adjoint.
De 1984 à 1987, il assuma également le commandement du contingent luxembourgeois dans la brigade multinationale « Force Mobile Alliée » du Commandement allié en Europe de l’OTAN.
En 1997, pendant la présidence luxembourgeoise à l’Union européenne, le Colonel Gaston Reinig a occupé une fonction d’état-major au sein du quartier-général de l’ « European Community Monitor Mission » (ECMM) à Sarajevo en Bosnie-Herzégovine.
En 1998, il fut affecté à la fonction de Représentant permanent auprès du Comité militaire de l'OTAN et à partir de 2000 à celle de Représentant permanent au Comité militaire de l'OTAN, Délégué militaire au Conseil permanent de l'UEO et Représentant permanent au Comité militaire de l'UE.
En janvier 2002, il a pris le commandement du Centre militaire à Diekirch. À partir du 15 janvier 2008, le Colonel Reinig assume la fonction de Chef d'État-Major de l'Armée. En mars 2008, il est promu général.
Le Général Reinig est marié avec Marie-Anne Schaack.